# Ferrari 312 B3
La Ferrari 312 B3 è una monoposto da competizione prodotta dalla Scuderia Ferrari che corse il Campionato mondiale di Formula 1 1973.
Questo modello fu pilotato dal belga Jacky Ickx e dall'italiano Arturo Merzario, senza che nessuno dei due ottenesse risultati rilevanti. La vettura ebbe infatti una genesi alquanto travagliata: dopo che nell'estate del 1972 era stato costruito un avveniristico progetto, noto come "spazzaneve" per via delle sue forme, che però non corse mai, contrasti interni alla casa di Maranello portarono all'esautoramento del progettista Mauro Forghieri, sostituito da un team guidato da Sandro Colombo che optò per far costruire la scocca della nuova B3 dai telaisti inglesi. Visti gli scarsi risultati in gara, con il rientro di Enzo Ferrari in azienda dopo aver avuto diversi problemi di salute, Forghieri venne ripristinato nel suo ruolo e al Gran Premio d'Austria debuttò un modello evoluto della vettura, che però non fu in grado di raddrizzare la stagione.
Nonostante venga ricordata come una delle Ferrari meno competitive della storia, la 312 B3 pose le basi per lo sviluppo della serie 312 T che riportarono la casa di Maranello ai vertici della Formula 1.

## Contesto

### Il deludente 1972
La stagione 1972 si era rivelata nel complesso deludente per la Ferrari: Ickx, nonostante diverse pole position, era riuscito a cogliere un'unica vittoria al Gran Premio di Germania in cui aveva preceduto il compagno di squadra Regazzoni, ma non era andato oltre il quarto posto in classifica piloti. Inoltre la 312 B2 sembrava essere giunta al termine del suo sviluppo e appariva inferiore alle rivali britanniche, che sfruttavano un motore come il Ford Cosworth DFV che risultava essere meno potente, ma più leggero e maneggevole rispetto al classico V12 della casa di Maranello, e un diverso sistema di assemblaggio della monoscocca.

### Sviluppo: il progetto "Spazzaneve"

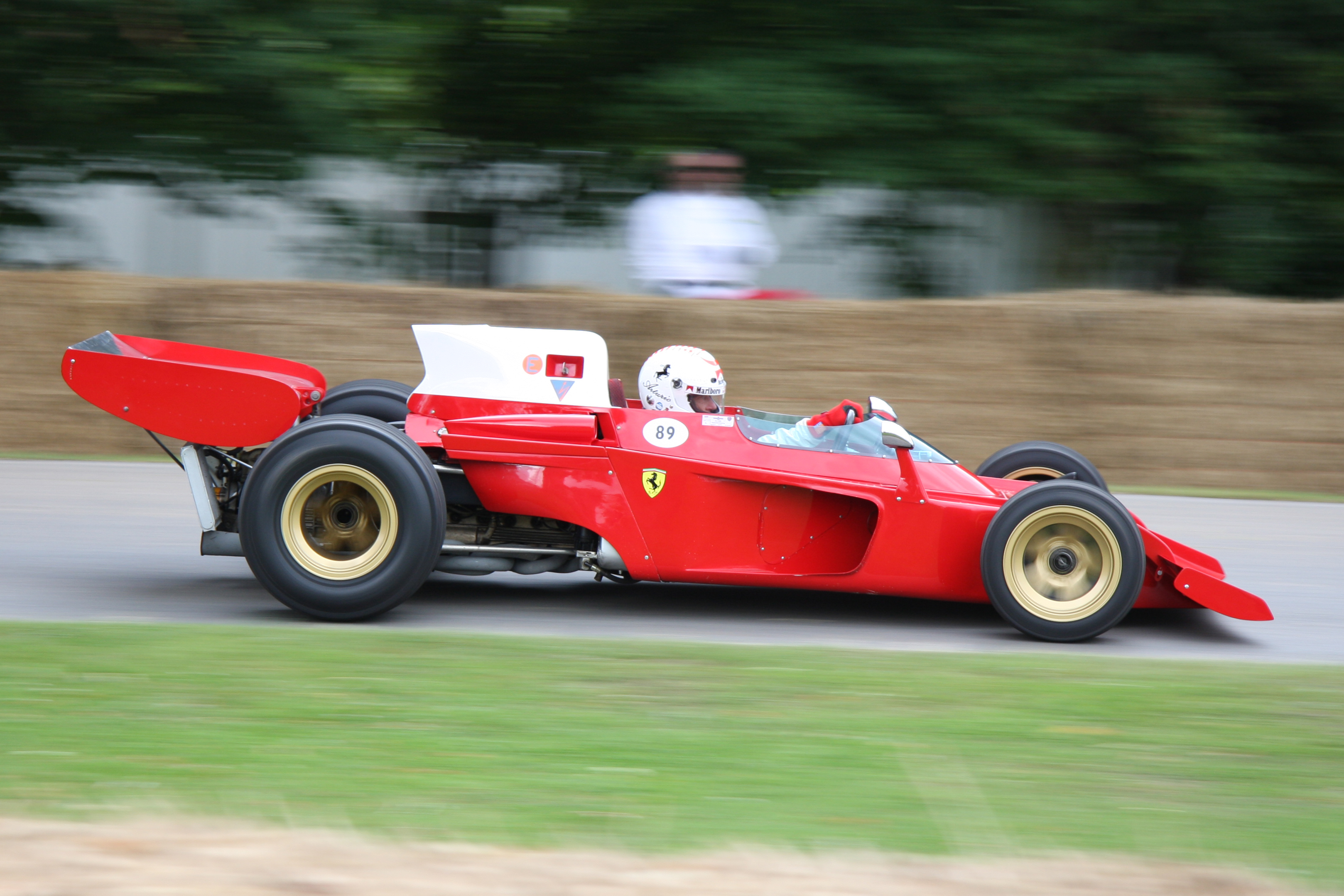
Derek Bell alla guida di una 312 B3 "spazzaneve"

Vista la situazione, il progettista Mauro Forghieri decise di mettersi al lavoro e di costruire una vettura su cui testare tutta una serie di soluzioni che avrebbe voluto applicare già dalla stagione successiva. Questa monoposto, denominata B3, fu presentata nell'agosto 1972 ed era già in regola con le nuove norme che sarebbero entrate in vigore il 1º maggio 1973, che prevedevano, tra l'altro, l'obbligo di strutture deformabili sulle fiancate che facevano aumentare la larghezza della monoposto a 140 cm.
La monoposto si distaccava totalmente dalla filosofia applicata fino a quel momento a Maranello nella costruzione delle vetture: anzitutto presentava una parte frontale assolutamente originale, tanto che venne soprannominata “spazzaneve”; inoltre i radiatori, che fino ad allora erano posizionati nell'avantreno della monoposto, vennero sdoppiati e piazzati lateralmente, in linea con la tangente posteriore delle ruote anteriori e prendevano aria dalle due grosse prese sul muso. Un'altra particolarità della vettura era il passo estremamente ridotto, di solo 2,33 metri. Questo perché il progetto era la summa del pensiero del progettista in quel momento: pesi il più possibile concentrati intorno al baricentro per ridurre il momento di inerzia polare, carrozzeria larga per ottenere più deportanza (soluzione adottata in seguito ai valori riscontrati sulla vettura sport prototipi 312P) e linea il meno fusiforme possibile per sfruttare un primo, embrionale "effetto suolo". Gli unici punti di collegamento con la vettura precedente erano il telaio, costruito con il solito sistema in traliccio di tubi tipico delle vetture di Forghieri, e il classico motore 12 cilindri piatto appeso ad una trave superiore. Tali idee non restarono mero esercizio progettuale: Forghieri le sviluppò poi nel 1974 con l'ultima evoluzione della B3 "monoscocca inglese" e le portò al trionfo con la 312 T del 1975.

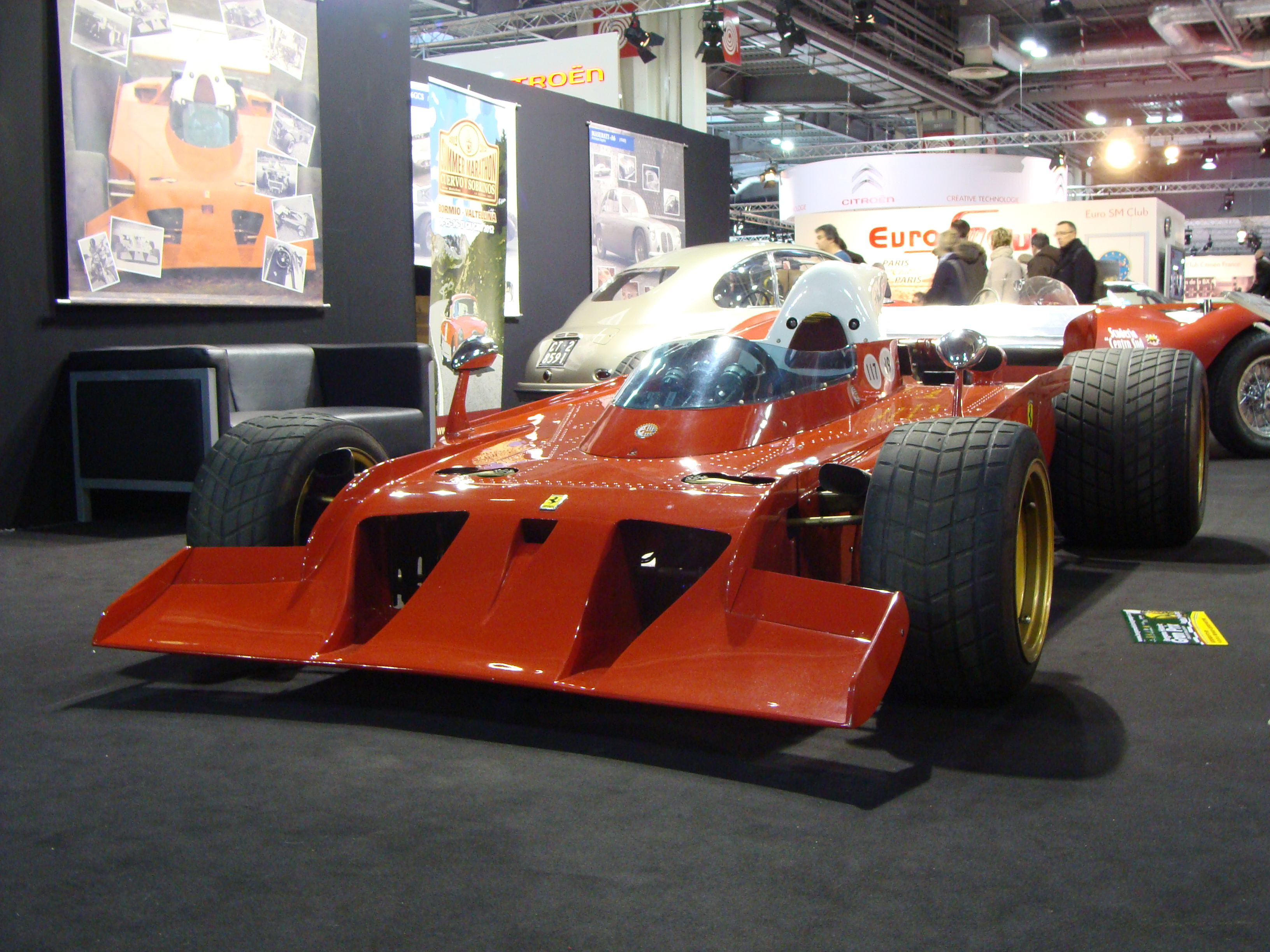
La 312 B3 nella versione "Spazzaneve" progettata da Forghieri. La monoposto deve il suo nomignolo all'inedita forma dell'anteriore, che ricorda quello dei mezzi spazzaneve

La vettura fu provata in pista a Fiorano, Monza e Misano, ma i risultati ottenuti evidenziarono notevoli problemi. La monoposto, infatti, si rivelò estremamente nervosa e difficile da guidare e per il suo sviluppo sarebbe stato necessario un lungo lavoro. Forghieri affermò in seguito che si trattava di una vettura sperimentale di ricerca avanzata, costruita per provare soluzioni nuove. All'epoca, invece, si ebbe l'impressione che la "spazzaneve" prefigurasse la monoposto della stagione successiva e che dovesse addirittura debuttare in gara già al Gran Premio d'Italia 1972, in settembre, quale terza vettura guidata da Arturo Merzario.
Proprio in quel periodo, tra l'estate 1971 e l'estate 1973, Enzo Ferrari ebbe seri problemi di salute e fu costretto ad assentarsi dalla fabbrica per curarsi. A partire dal 30 novembre 1971 le sue veci furono prese da Sandro Colombo, valente progettista e già direttore tecnico dell'Innocenti e della Gilera, che aveva maturato una significativa esperienza in Ferrari nel 1963, ottenendo la stima del Drake, per la sua direzione del progetto "186 GT".
Forghieri, in quel frangente, non godeva più di totale fiducia nell'ambiente della squadra anche a causa della mancanza di risultati da troppi anni che non giocò a suo favore. Il punto di rottura fu causato dal rifiuto dell'ingegnere di dare seguito alle indicazioni di Colombo di progettare una monoscocca, la cui costruzione sarebbe avvenuta in Gran Bretagna. Di fronte all'opposizione di Forghieri, che non condivideva questa filosofia, e cedendo alle pressioni dei dirigenti mandati dal socio torinese e di influenti persone interne e vicine alla Scuderia, la "spazzaneve" venne accantonata e Ferrari avallò la decisione che il progettista non venisse coinvolto nel progetto definitivo della monoposto che avrebbe gareggiato nel campionato del 1973.
Progetto sperimentale o vettura vera, seppure ancora acerba che fosse, probabilmente fu entrambe le cose. Le lotte interne e le incertezze al vertice della Scuderia però affossarono la pur interessante prima B3. Fu una delusione, ma quei principi tecnici due anni dopo divennero vincenti e segnarono l'inizio della rinascita tecnica Ferrari degli anni '70.
La "spazzaneve" può anche essere considerata la prima vettura di F1 dell'epoca moderna che cercava di ottenere vantaggi dall'effetto suolo, sia pur in modo opposto a quello della rivoluzionaria Lotus 78 che sarebbe apparsa qualche anno dopo. Il suo musetto caratteristico faceva sì che sotto la vettura passasse meno aria creando una piccola depressione.
Nel 1974 la 312 B3 venne nuovamente usata per fare delle prove a Fiorano con una sospensione posteriore sperimentale dotata di Ponte De Dion. Soluzione che riapparve poi alla presentazione della 312 T2 del 1976, ma che non venne mai portata in gara.

## La vettura

Visione posteriore della 312 B3 nel giorno della sua presentazione

La vettura che avrebbe debuttato nel 1973 mantenne la denominazione B3 e fu progettata basandosi su una filosofia opposta a quella che aveva portato Forghieri a concepire la "Spazzaneve". Il lavoro venne svolto infatti da altri tecnici della Ferrari: gli ingegneri Giacomo Caliri e Franco Rocchi, sotto la direzione di Sandro Colombo, dirigente di estrazione Gilera.
La monoposto fu disegnata a Maranello, ma la scocca, caratterizzata dall'essere una monoscocca "pura", venne realizzata in Inghilterra dalla Thompson poiché in Italia non vi era la conoscenza tecnologica in materia. Questo rompeva con la tradizione della Scuderia Ferrari che, a parte una breve esperienza negli anni '60, da tempo costruiva le proprie auto da competizione con un telaio in traliccio di tubi rivestiti da fogli di alluminio rivettati, soluzione più economica, meno complessa tecnologicamente e che permetteva di realizzare ugualmente vetture da competizione vincenti, come le vetture sport dominatrici a più riprese del mondiale marche, la 312 B del 1970 e la serie delle 312 T di Formula 1.

### Telaio e aerodinamica

L'avantreno della 312 B3 nel progetto originario di Caliri, Rocchi e Colombo. Già dal Gran Premio di Spagna 1973 questa soluzione scomparve per lo spostamento del radiatore in posizione anteriore

La 312 B3 si caratterizzava per avere un passo più lungo rispetto alle precedenti monoposto Ferrari, essendo pari a 2,5 metri. La ragione per cui si era optato per questa scelta era dovuta al fatto che, a detta degli ingegneri di Maranello, con una distribuzione dei pesi nettamente maggiore sul posteriore avrebbe fornito migliori prestazioni. Ulteriore scopo era anche l'abbassamento del baricentro rispetto alla 312 B2. Caratteristica principale era poi la nuova monoscocca fabbricata in Inghilterra: la differenza rispetto al metodo di costruzione adottato dagli ingegneri italiani stava nel fatto che per unire i pannelli si utilizzavano dei rivetti a scomparsa.
La vettura presentava poi, nella sua prima versione del febbraio 1973, linee molto convenzionali e dolci. All'anteriore venne adottata una particolare soluzione in cui l'alettone costituiva un tutt'uno con il resto del telaio ed era caratterizzato dalla presenza di due pinne nella parte centrale e due appendici ai lati dello stesso. Questa soluzione dovette poi essere abbandonata quando il radiatore venne spostato in posizione anteriore, comportando l'installazione di una grande presa d'aria per il raffreddamento dello stesso. La modifica fu dovuta al fatto che la nuova monoposto presentava difficoltà nella dispersione di calore quando venne provata con i radiatori posizionati lateralmente come era previsto nel progetto iniziale. L'alettone posteriore, invece, conservava l'attacco della precedente 312 B2, pur risultando staccato da tutto il resto della vettura e più arretrato.
Con il ritorno di Forghieri a capo della Gestione sportiva furono notevoli le modifiche attuate rispetto al progetto iniziale della 312 B3. Il telaio venne quasi interamente modificato, ad eccezione della zona dell'abitacolo, e fu rivista la distribuzione dei pesi. Cambiamenti importanti riguardarono l'avantreno: Forghieri spostò nuovamente i radiatori lateralmente alla vettura, disegnandoli in maniera stretta e lunga per adattarli alla monoposto, e disegnò un nuovo alettone anteriore che risultava fissato al telaio nella sua parte inferiore. Per la prima volta venne poi adottato su una Ferrari l'airscope per far meglio arrivare aria al motore.

### Motore
Il motore era sempre il 3 litri 12 cilindri "piatto a cilindri contrapposti".

#### Esemplari costruiti[8]
- 312B3/010 . Portata all'esordio da Jacky Ickx nel Gran Premio di Spagna 1973. Utilizzata in 7 Gp del 1973, poi convertita nella Ferrari 312 B3-74 ed usata nel mondiale 1974 da Niki Lauda
- 312B3/011 . Portata all'esordio da Arturo Merzario nel Gran Premio di Monaco 1973. Utilizzata in 4 Gp del 1973, poi convertita nella Ferrari 312 B3-74 ed usata nel mondiale 1974 da Clay Regazzoni
- 312B3/012 . Portata all'esordio da Merzario nel Gran Premio di Francia 1973. Utilizzata in 4 Gp del 1973, poi convertita nella Ferrari 312 B3-74 ed usata nel mondiale 1974 da Niki Lauda

### Altre novità tecniche
Nel 1972 la Ferrari concluse il rapporto di collaborazione col gommista Firestone, al quale subentrò Goodyear.

## Scheda tecnica
| Caratteristiche tecniche - Ferrari 312 B3                | Caratteristiche tecniche - Ferrari 312 B3                                                                            | Caratteristiche tecniche - Ferrari 312 B3                                                                            | Caratteristiche tecniche - Ferrari 312 B3                                                                            | Caratteristiche tecniche - Ferrari 312 B3                                                                            | Caratteristiche tecniche - Ferrari 312 B3                                                                            |
| Configurazione                                           | Configurazione | Configurazione | Configurazione | Configurazione | Configurazione |
| -------------------------------------------------------- | --- | --- | --- | --- | --- |
| Carrozzeria: monoposto                                   | Carrozzeria: monoposto                                                                                               | Posizione motore: posteriore                                                                                         | Posizione motore: posteriore                                                                                         | Trazione: posteriore                                                                                                 | Trazione: posteriore                                                                                                 |
| Dimensioni e pesi                                        | | | | | |
| Ingombri (lungh.×largh.×alt. in mm): 4335 × 2056 × 900   | Ingombri (lungh.×largh.×alt. in mm): 4335 × 2056 × 900                                                               | Ingombri (lungh.×largh.×alt. in mm): 4335 × 2056 × 900                                                               | Ingombri (lungh.×largh.×alt. in mm): 4335 × 2056 × 900                                                               | Diametro minimo sterzata:                                                                                            | Diametro minimo sterzata:                                                                                            |
| Interasse: 2500 mm                                       | Interasse: 2500 mm                                                                                                   | Carreggiate: anteriore 1625 - posteriore 1605 mm                                                                     | Carreggiate: anteriore 1625 - posteriore 1605 mm                                                                     | Altezza minima da terra:                                                                                             | Altezza minima da terra:                                                                                             |
| Posti totali: 1                                          | Posti totali: 1 | Bagagliaio: | Bagagliaio: | Serbatoio: | Serbatoio: |
| Masse                                                    | / in ordine di marcia: 578 kg                                                                                        | / in ordine di marcia: 578 kg                                                                                        | / in ordine di marcia: 578 kg                                                                                        | / in ordine di marcia: 578 kg                                                                                        | / in ordine di marcia: 578 kg                                                                                        |
| Meccanica                                                | | | | | |
| Tipo motore: Ferrari Tipo 001/11 V12 180°                | Tipo motore: Ferrari Tipo 001/11 V12 180°                                                                            | Tipo motore: Ferrari Tipo 001/11 V12 180°                                                                            | Cilindrata: 2991.8 cm³                                                                                               | Cilindrata: 2991.8 cm³                                                                                               | Cilindrata: 2991.8 cm³                                                                                               |
| Distribuzione: bialbero a camme                          | Distribuzione: bialbero a camme                                                                                      | Distribuzione: bialbero a camme                                                                                      | Alimentazione: iniezione indiretta Lucas                                                                             | Alimentazione: iniezione indiretta Lucas                                                                             | Alimentazione: iniezione indiretta Lucas                                                                             |
| Prestazioni motore                                       | Potenza: 485 CV | Potenza: 485 CV | Potenza: 485 CV | Potenza: 485 CV | Potenza: 485 CV |
| Accensione: con spinterogeno e bobina Marelli e Dinoplex | Accensione: con spinterogeno e bobina Marelli e Dinoplex                                                             | Accensione: con spinterogeno e bobina Marelli e Dinoplex                                                             | Impianto elettrico:                                                                                                  | Impianto elettrico:                                                                                                  | Impianto elettrico:                                                                                                  |
| Frizione: multidisco                                     | Frizione: multidisco                                                                                                 | Frizione: multidisco                                                                                                 | Cambio: Ferrari meccanico a 5 marce+retromarcia                                                                      | Cambio: Ferrari meccanico a 5 marce+retromarcia                                                                      | Cambio: Ferrari meccanico a 5 marce+retromarcia                                                                      |
| Telaio                                                   | | | | | |
| Corpo vettura                                            | monoscocca in alluminio con pannelli rivettati                                                                       | monoscocca in alluminio con pannelli rivettati                                                                       | monoscocca in alluminio con pannelli rivettati                                                                       | monoscocca in alluminio con pannelli rivettati                                                                       | monoscocca in alluminio con pannelli rivettati                                                                       |
| Sterzo                                                   | cremagliera | cremagliera | cremagliera | cremagliera | cremagliera |
| Sospensioni                                              | anteriori: a ruote indipendenti con quadrilateri a molla / posteriori: a ruote indipendenti con quadrilateri a molla | anteriori: a ruote indipendenti con quadrilateri a molla / posteriori: a ruote indipendenti con quadrilateri a molla | anteriori: a ruote indipendenti con quadrilateri a molla / posteriori: a ruote indipendenti con quadrilateri a molla | anteriori: a ruote indipendenti con quadrilateri a molla / posteriori: a ruote indipendenti con quadrilateri a molla | anteriori: a ruote indipendenti con quadrilateri a molla / posteriori: a ruote indipendenti con quadrilateri a molla |
| Pneumatici                                               | Goodyear | Goodyear | Goodyear | Goodyear | Goodyear |
| Fonte dei dati:                                          | | | | | |

## Carriera agonistica

### La stagione
Nelle prime gare stagionali la Ferrari decise di schierare ancora la vecchia 312 B2; il debutto della B3 era infatti previsto in occasione dell'arrivo del circus in Europa per il Gran Premio di Spagna. Nonostante le grandi aspettative riposte sulla monoposto, la prima B3 "inglese" risultò essere molto deludente. All'esordio vennero portate due vetture, entrambe destinate a Ickx: una presentava la soluzione dei radiatori laterali, l'altra aveva un unico radiatore frontale. Entrambe mostravano evidenti problemi di raffreddamento e alla fine il belga optò per la monoposto col radiatore situato nell'avantreno; in gara stazionò a lungo ai margini della zona punti, ma venne poi costretto a una lunghissima sosta ai box per un inconveniente tecnico e non andò oltre il dodicesimo posto, a sei giri di ritardo.
Nelle tre settimane che separavano dalla gara successiva, la casa di Maranello si dedicò a diverse sessioni di test in cui la vettura sembrò dare risultati confortanti. In quella che era la corsa di casa, Ickx, ancora una volta unico rappresentante del team, riuscì a qualificarsi terzo, ma fu costretto al ritiro dopo appena sei giri. Solamente a Monaco vennero schierate entrambe le vetture, ma ancora una volta fu una tappa molto sofferta: Merzario fu protagonista di un incidente in prova che gli impedì di esprimersi al meglio e dovette partire nella parte terminale dello schieramento, mentre Ickx non andò oltre il settimo posto in qualifica. In gara poi il belga, favorito da alcuni ritiri, risalì fino al terzo posto prima di essere egli stesso costretto ad abbandonare. Identico destino toccò anche al suo compagno di squadra. Oltre ai problemi di affidabilità, la 312 B3 denunciava, a detta di entrambi i piloti, evidenti guai di assetto e una scarsa guidabilità. Proprio in quel periodo, la stampa vociferò di un test eseguito in via informale da Clay Regazzoni, il quale avrebbe confermato il comportamento nervoso e imprevedibile della monoposto.
Intanto, al Gran Premio di Svezia Ickx ottenne il primo punto con la nuova vettura, con un sesto posto, seguito da un quinto in Francia, dove anche Merzario sfiorò la zona punti dopo una lunga rimonta. Un'altra deludente prestazione in Gran Bretagna convinse Enzo Ferrari, completamente ripresosi dai problemi di salute che lo avevano afflitto nei mesi precedenti e rientrato in fabbrica, a disertare alcune gare al fine di apportare le modifiche alle monoposto necessarie per riguadagnare competitività. Per farlo richiamò Forghieri, che sino ad allora era rimasto confinato all'ufficio progetti avanzati nella pista prove di Fiorano, dove stava lavorando al progetto della futura 312 T. L'ingegnere realizzò in fretta alcune decisive modifiche, tra le quali la disposizione dei radiatori ai fianchi e all'aerodinamica, che diedero alla vettura maggiore competitività. Quando Forghieri analizzò la monoposto di Colombo si accorse che la larghezza della scocca impediva di piazzare radiatori laterali tradizionali, pertanto fece costruire dei lunghi radiatori molto stretti e li piazzò inclinati. L'aria veniva scaricata sopra le fiancate tramite due lunghe feritoie protette da una sorta di carenatura, progenitrice delle “ciminiere” delle F1 del primo decennio degli anni 2000. Erano un anticipo delle soluzioni tecniche che avrebbero poi reso la 312 B3 in grado di lottare per il mondiale 1974, ma ormai la stagione era alla fine e la squadra preferì concentrarsi sulla monoposto per stagione successiva, con Forghieri tornato alla direzione tecnica del progetto F1 e Ferrari nuovamente al comando della sua squadra. Questa B3 "ad interim" non ottenne risultati di rilievo fino al termine della stagione, benché all'esordio in Austria Merzario riuscì a partire in sesta posizione per poi finire settimo a causa di un calo di potenza.

### Risultati completi
| Anno | Vettura | Motore              | Gomme | Piloti   |  |  |  |    |     |     |   |   |   |  |  |   |     |    |    |  |  |  |  |  |  |  |  |  | Punti | Pos. |
| ---- | ------- | ------------------- | ----- | -------- |  |  |  | -- | --- | --- | - | - | - |  |  | - | --- | -- | -- |  |  |  |  |  |  |  |  |  | ----- | ---- |
| 1973 | 312 B3  | Ferrari Tipo 001/11 | G     | Ickx     |  |  |  | 12 | Rit | Rit | 6 | 5 | 8 |  |  |   | 8   |    |    |  |  |  |  |  |  |  |  |  | 3     | 6º   |
| 1973 | 312 B3  | Ferrari Tipo 001/11 | G     | Merzario |  |  |  |    |     | Rit |   | 7 |   |  |  | 7 | Rit | 15 | 16 |  |  |  |  |  |  |  |  |  | 3     | 6º   |

| Legenda | 1º posto     | 2º posto | 3º posto    | A punti         | Senza punti/Non class.  | Grassetto – Pole position Corsivo – Giro più veloce |
| Legenda | Squalificato | Ritirato | Non partito | Non qualificato | Solo prove/Terzo pilota | Grassetto – Pole position Corsivo – Giro più veloce |